# 8544 Sigenori
A 8544 Sigenori (ideiglenes jelöléssel 1993 YE) a Naprendszer kisbolygóövében található aszteroida. Kobajasi Takao fedezte fel 1993. december 17-én.